# 1969年國家聯盟冠軍賽
1969年國家聯盟冠軍賽是由國聯東區冠軍紐約大都會對決國聯西區冠軍亞特蘭大勇士的比賽，最後大都會以3連勝爆冷橫掃勇士晉級世界大賽。而大都會也一直等到2006年才又在國聯分區賽橫掃對手。
大都會成為大聯盟首支闖進世界大賽的擴編球隊，而勇士隊一直等到30年後，才在國聯分區賽打敗大都會。

## 概要

### 紐約大都會 對 亞特蘭大勇士
紐約以3勝0負贏得系列賽
| 場次 | 客隊   | 比分  | 主隊   | 日期    | 球場           | 觀眾人數 |
| ---- | ------ | ----- | ------ | ------- | -------------- | -------- |
| 1    | 大都會 | 9：5  | 勇士   | 10月4日 | 亞特蘭大體育場 | 50122    |
| 2    | 大都會 | 11：6 | 勇士   | 10月5日 | 亞特蘭大體育場 | 50270    |
| 3    | 勇士   | 4：7  | 大都會 | 10月6日 | 謝亞球場       | 54195    |

## 逐場戰況

### 第一場
10月4日，喬治亞州，亞特蘭大，亞特蘭大體育場
| 紐約大都會 | 0 | 2 | 0 | 2 | 0 | 0 | 0 | 5 | 0 | 9 | 10 | 1 |
| 亞特蘭大勇士 | 0 | 1 | 2 | 0 | 1 | 0 | 1 | 0 | 0 | 5 | 10 | 2 |
| 勝投： 湯姆·西佛（1–0） 敗投： 菲爾·尼可羅（0–1） 全壘打： 大都會：無 勇士：Tony González（5下,1分）、漢克·阿倫（7下,1分） |   |   |   |   |   |   |   |   |   |   |    |   |

兩隊在比賽前段一路拉鋸，大都會在2局上拿下2分，勇士則在2、3兩局拿下3分。
4局上，Bud Harrelson的三壘安打讓大都會取得一分領先。不過勇士在5局下反擊，Tony González敲出系列賽首轟追平比數。
7局下，漢克·阿倫也跟進擊出超前轟。但是這次輪到大都會反攻，8局上馬上敲出三支安打追平比數。艾德·克蘭普爾靠著野手選擇打回勝利打點。J.C.Martin在滿壘時敲出一壘安打，不過勇士隊卻出現失誤，結果一次奉送3分。
大都會靠著8局上的一波反攻，終場以9比5逆轉奪勝。

### 第二場
10月5日，喬治亞州，亞特蘭大，亞特蘭大體育場
| 紐約大都會 | 1 | 3 | 2 | 2 | 1 | 0 | 2 | 0 | 0 | 11 | 13 | 1 |
| 亞特蘭大勇士 | 0 | 0 | 0 | 1 | 5 | 0 | 0 | 0 | 0 | 6  | 9  | 3 |
| 勝投： Ron Taylor（1–0） 敗投： Ron Reed（0–1） 救援成功： Tug McGraw（1） 全壘打： 大都會：Tommie Agee（2上,1分）、Ken Boswell（4上,2分）、Cleon Jones（7上,2分） 勇士：漢克·阿倫（5下,3分） |   |   |   |   |   |   |   |   |   |    |    |   |

拿下首勝的大都會，在第二戰前面更是局局都有攻勢出現。5局上打完，大都會已經取得9比1大幅領先。
雖然漢克·阿倫在5局下開轟，加上Clete Boyer的安打打回5分。不過Cleon Jones在7局上補上2分砲，繼續擴大領先。最後大都會11比6拿下勝利，距離隊史首次世界大賽只差一勝。

### 第三場
10月6日，紐約州，皇后區，謝亞球場
| 亞特蘭大勇士 | 2 | 0 | 0 | 0 | 2 | 0 | 0 | 0 | 0 | 4 | 8  | 1 |
| 紐約大都會 | 0 | 0 | 1 | 2 | 3 | 1 | 0 | 0 | X | 7 | 14 | 0 |
| 勝投： 諾蘭·萊恩（1–0） 敗投： Pat Jarvis（0–1） 全壘打： 勇士：漢克·阿倫（1上,2分）、奧蘭多·塞佩沙（5上,2分） 大都會：Tommie Agee（3下,1分）、Ken Boswell（4下,2分）、Wayne Garrett（5下,2分） |   |   |   |   |   |   |   |   |   |   |    |   |

漢克·阿倫維持火燙手感，在首局就敲出2分砲。不過他一人難敵大都會的眾多火力，Tommie Agee和Ken Boswell在3、4兩局接連開轟要回領先。
奧蘭多·塞佩沙在5局上的2分砲給了勇士希望，但是Wayne Garrett在下半局馬上回敬一發2分砲，澆熄了勇士的反攻氣焰。最後大都會7比4拿下勝利，系列賽3連勝橫掃勇士晉級世界大賽。

## 外部連結
- 1969 NLCS at Baseball-Reference（页面存档备份，存于）